# Manuel Álvarez Naya

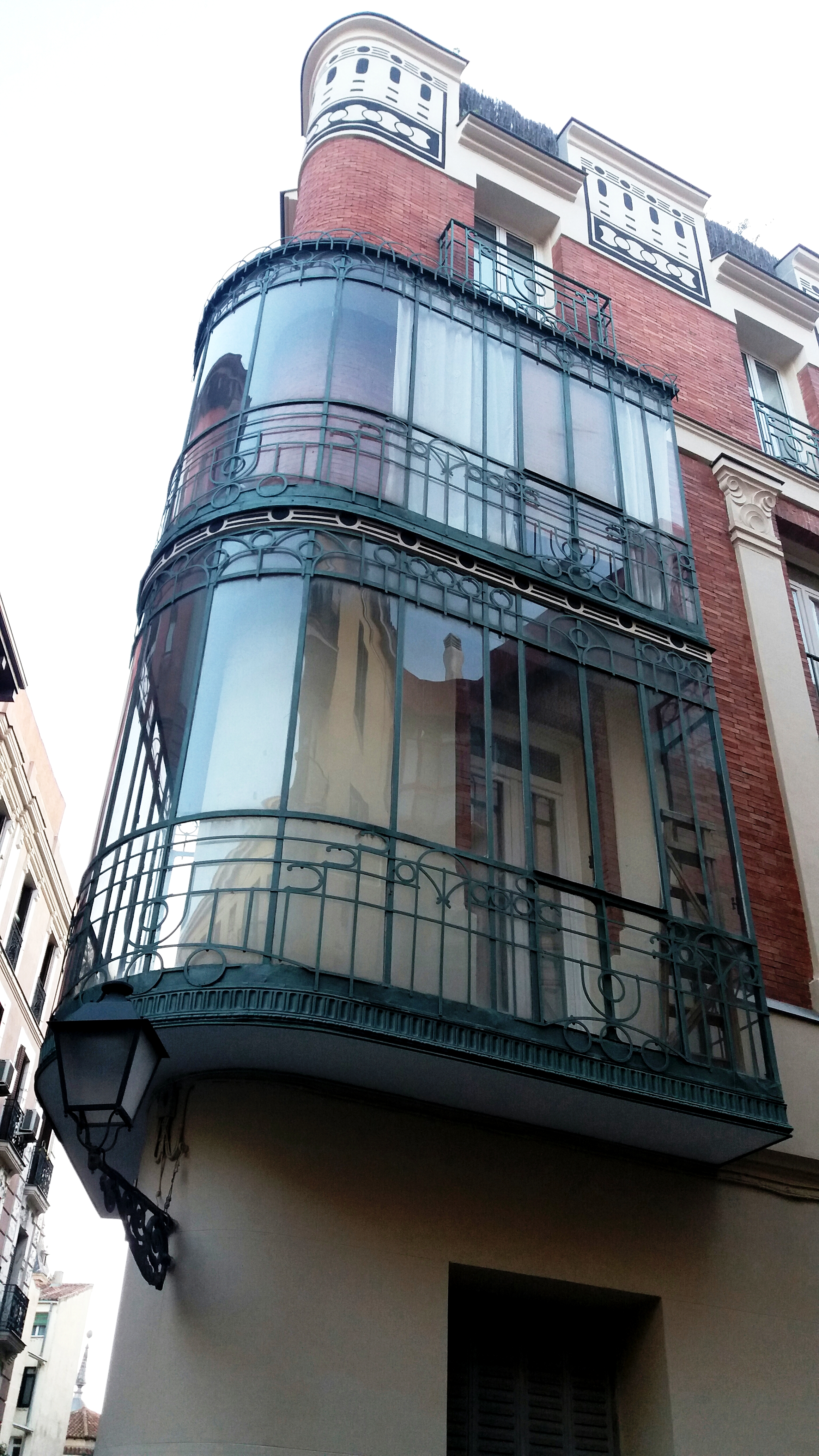
Miradores del edificio modernista de la calle de los Señores de Luzón n.º 9, en Madrid.

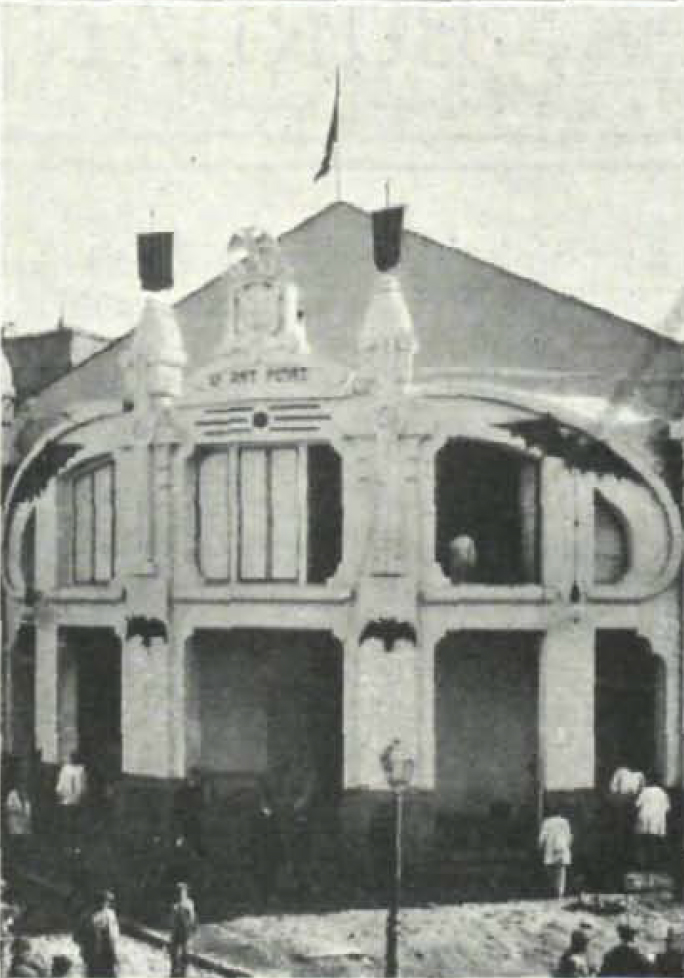
Sala de espectáculos Lo Rat Penat, en la plaza de Lavapiés de Madrid.

Manuel Álvarez Naya (n. Madrid; c.1873 - f. 19??) fue un arquitecto español. Titulado por la Escuela Técnica Superior de Arquitectura de Madrid en 1904, perteneció a una generación de jóvenes arquitectos cuyas obras se acercaron al modernismo en las dos primeras décadas del siglo XX. En los años siguientes, diseñó varios edificios industriales de importancia, todos en Madrid. Como arquitecto municipal, realizó bastantes obras públicas. En su juventud, fue libretista de dos zarzuelas.

## Proyectos
Unas de sus primeras obras modernistas fueron el cine-teatro Lo Rat Penat (1908), en la plaza de Lavapiés, demolido en 2001 y origen del teatro Valle-Inclán, y la ampliación del garaje-taller del Hipódromo (1909) de la calle Fernández de la Hoz con la calle Espronceda (demolido). Proyectó edificios de viviendas en las que destacan elementos secesionistas, como la casa de Antonio Urea (demolida) en la calle Acueducto del barrio de Tetuán (1911-1912), la reforma de la fachada de la casa de Antonio González en la plaza de San Ildefonso n.º 3 (1914-1915), las viviendas para Petra Cobelo (1917-1918) en la calle Torrecilla del Leal con Tres peces y las viviendas para Antonio Pastor en la calle Vargas n.º 14 del distrito de Chamberí. En el cementerio de la Almudena, creó el panteón de Dionisio Zapatero (1912). De estilo diferente es el Palacete del duque de Tamames (1914-1915), en la calle Fernández de la Hoz esquina con la calle General Arrando, en el distrito de Chamberí, un palacio de influencia francesa. Otra muestra de sus realizaciones arquitectónicas de inspiración francesa es el edificio de viviendas para el duque de las Torres, en la calle Mayor n.º 6 esquina con la travesía del Arenal. El pasaje Pleyel, en los bajos del edificio, es obra de la empresa belga Leon Monnoyer et fils.

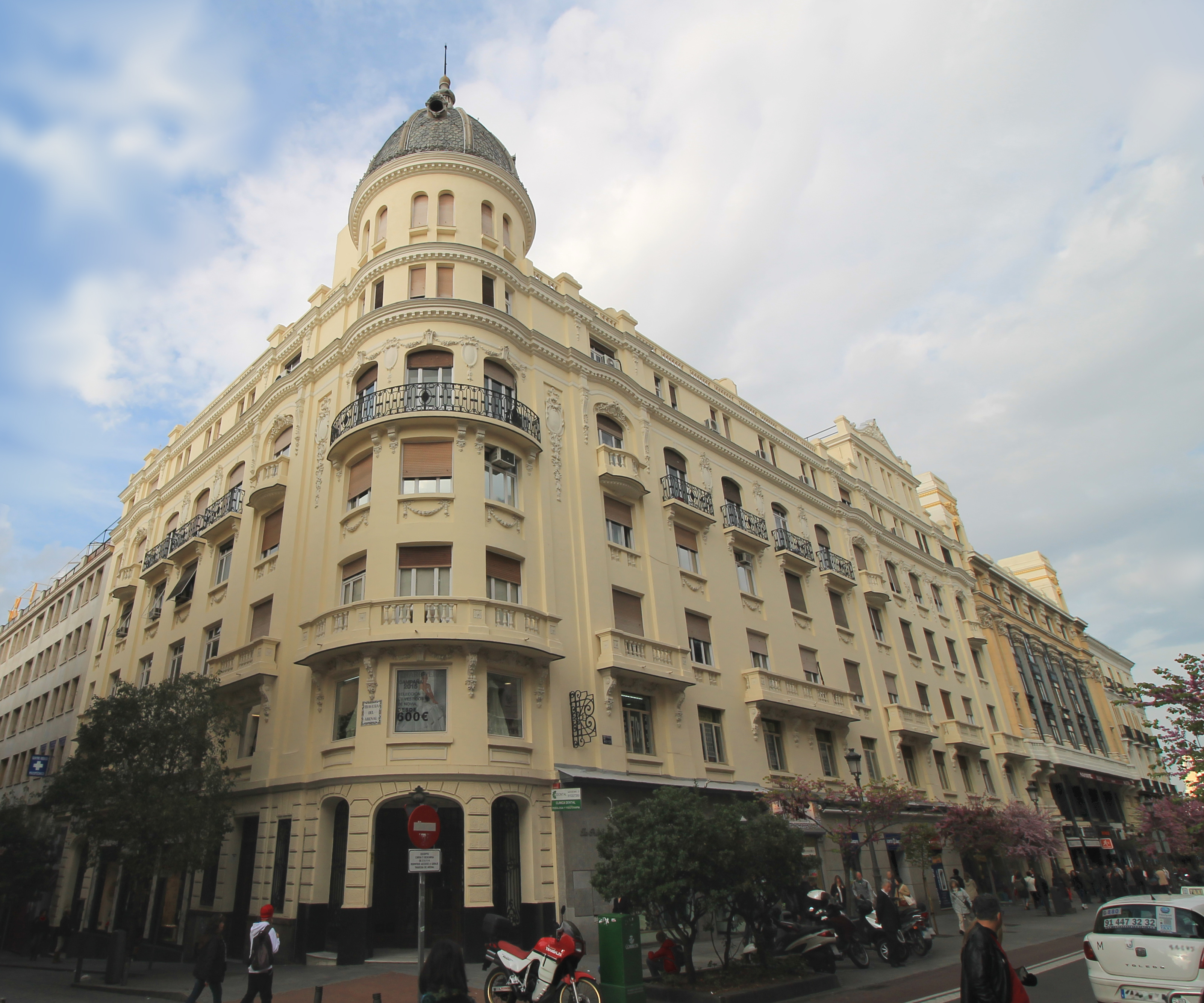
Edificio de viviendas en la calle Mayor n.º 6.

Uno de sus proyectos más claramente modernistas fue el Casino Ideal Rosales (1919) en el paseo del mismo nombre esquina con la calle del Buen Suceso, un conjunto recreativo inspirado en el secesionismo y el modernismo italiano. Levantado sobre unas edificaciones provisionales, fue bombardeado durante la Guerra Civil.
Proyectó y dirigió las obras de las Antiguas Serrerías Belgas de los Pinares del Paular (1924) de la calle Alameda, cerca del Paseo del Prado, un edificio industrial de fachada clasicista que fue una de las primeras arquitecturas madrileñas que empleaba el hormigón armado visto. Tras la rehabilitación de 2008, es hoy la sede de Medialab-Prado.

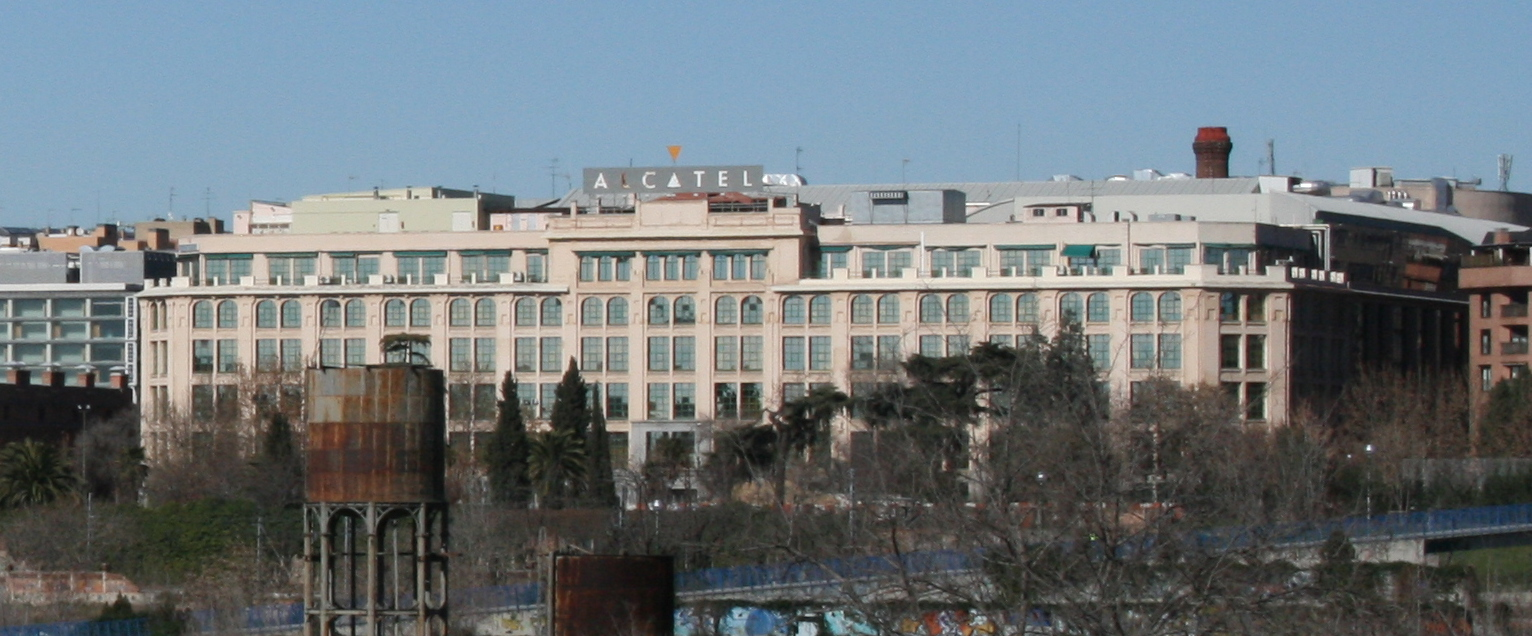
Vista del edificio de Alcatel (antigua fábrica de Standard Eléctrica) en 2007. En la actualidad, parcialmente demolido.

En 1926, elaboró el proyecto de un conjunto de edificios industriales para Standard Eléctrica, en el distrito de Arganzuela, uno de los proyectos industriales más importantes de la capital en aquellos años. Construyó el edificio inicial A, que presenta similitudes con la arquitectura estadounidense de principios del siglo XX. Los edificios B y C que posteriormente se añadieron siguieron en parte la unidad formal inicialmente diseñada por Álvarez Naya. El conjunto es actualmente la sede de Alcatel en Madrid.
Es autor del conjunto de edificios del antiguo Equipo Quirúrgico n.º 1 del ayuntamiento de Madrid (1928), en la calle Montesa n.º 22, en el distrito de Salamanca.
En 1934-1935, después de que la Segunda República convirtiera la Casa de Campo en parque público, Álvarez Naya –con la colaboración del jardinero mayor Cecilio Rodríguez— amplió la Puerta del Río replicándola dos veces para crear una entrada con tres pasos y dos garitones. Tras la remodelación del lugar para crear el Parque Madrid Río (2006-2011), solo quedan las pilastras desnudas.

## Dirección de obras
Dirigió las obras de construcción del Hotel Palace (1911-1912), de Eduardo Ferrès y Puig, a la vez que dirigía las obras de las viviendas para Emilio Díaz Moreu (1911-1912), del mismo arquitecto, en las que introdujo modificaciones que no aparecían en los planos originales, como el mirador curvo que envuelve la esquina de la calle de los Señores de Luzón, en el barrio de Palacio. Fue encargado también de las obras de las Viviendas para el duque de Tovar (1910-1913) de Tomás Cantalauba.

## Zarzuelas
Fue autor de dos libretos de zarzuela en su juventud:
- La vispera de la fiesta, una zarzuela en un acto con música de Manuel Fernández Caballero y Mariano Hermoso, que se habría estrenado a finales del siglo XIX en el Teatro Recoletos de Madrid.
- Contribuyó en la escritura de La real mentira, una zarzuela cómica en un acto y cinco cuadros de Gonzalo Cantó e inspirada en una obra de Eugène Scribe. La música era de Joaquín Cassadó. Se estrenó en marzo de 1906 en el Teatro Tívoli de Barcelona.